# Camille de Neufville de Villeroy

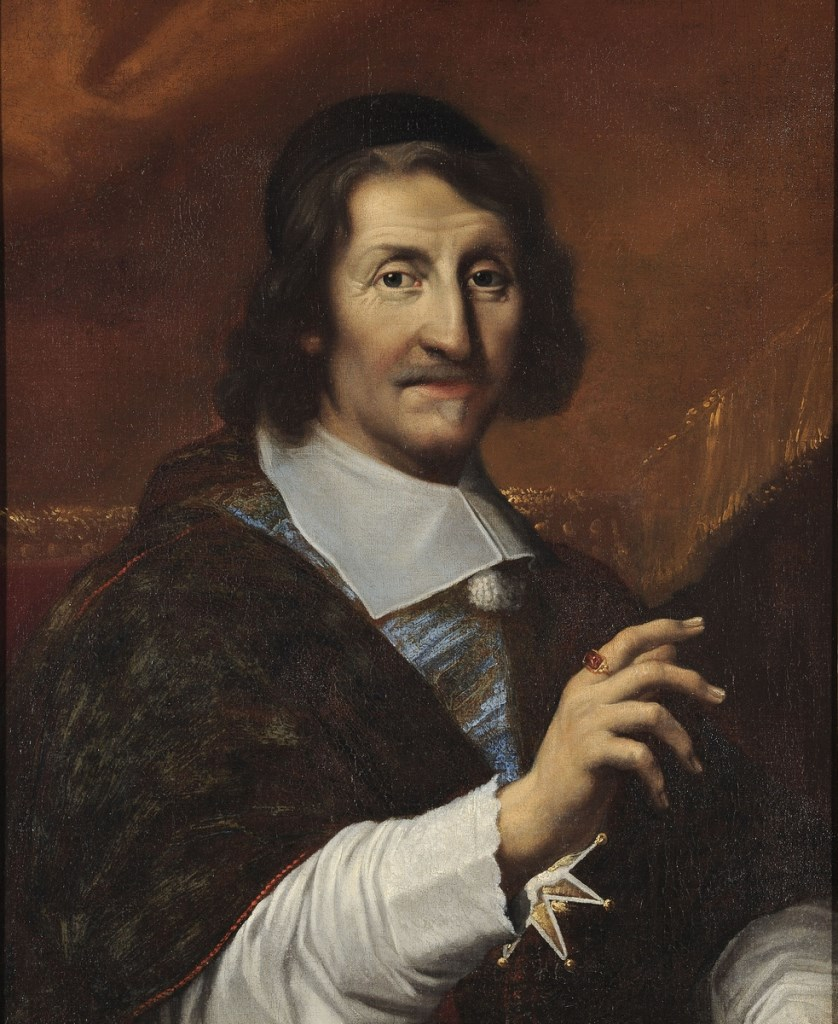
L’Archevêque Camille de Neuville de Villeroy, Thomas Blanchet, um 1670

Wappen des Erzbischofs

Camille de Neufville de Villeroy (* 22. August 1606 im Rom; † 3. Juni  1693 in Lyon) war Erzbischof von Lyon von 1653 bis 1693 und damit auch Primas von Gallien.

## Leben
Camille de Neufville de Villeroy war der zweite von fünf Söhnen von Charles de Neufville, Marquis d’Alincourt. Er wurde in Rom geboren, als sein Vater dort französischer Gesandter war. Den Vornamen Camille wurde ihm nach Camillo Borghese gegeben, der zwei Jahre zuvor als Paul V. Papst und dann auch sein Pate geworden war.
Als jüngerer Sohn war sein Weg in der Kirche vorgezeichnet. 1607 kam er nach Lyon, 1612 erhielt er die Tonsur, im Jahr darauf trat er in das Domkapitel ein. 1616 wurde er zum Abt von Saint-Wandrille ernannt, 1617 zum Abt von Ainay und Île-Barbe, beide in Lyon gelegen. Er studierte an der Sorbonne und schloss als Doktor der Theologie ab.
Im Jun 1630 kaufte er das Schloss Ombreval in Vimy im Norden von Lyon und machte daraus seine Residenz; der Ort wurde bald Neuville-sur-Saône genannt. 1641 wurde er zum Kommendatarabt von Mozac ernannt und blieb es bis 1655.
1646 kehrte er als Lieutenant général du gouvernement du Lyonnais, du Beaujolais et du Forez nach Lyon zurück, als Stellvertreter seines Bruders Nicolas de Neufville, der vor vier Jahren Gouverneur von Lyon und 1646 Marschall von Frankreich und Gouverneur Ludwigs IV. geworden und somit auf nicht absehbare Zeit sein Amt als Gouverneur nicht im erforderlichen Maße ausüben konnte. Während der Fronde (1648–1653) hielt er die zweitgrößte Stadt Frankreichs unter der Autorität des Königs.
1653 wurde er – in Anwendung des Konkordats von Bologna – als Nachfolger von Alphonse-Louis du Plessis de Richelieu zum Erzbischof von Lyon ernannt. Seitdem übte er beide Ämter aus, das weltliche des (stellvertretenden) Gouverneurs und das geistliche des Erzbischofs. Er nahm seine Residenz im erzbischöflichen Palais in Lyon. Am 31. Dezember 1661 wurde er in den Orden vom Heiligen Geist aufgenommen und dann dessen Kommandeur.
Camille de Neufville de Villeroy reformierte seine Diözese, die von seinem Vorgänger vernachlässigt worden war, und wandte dabei die Ideen Karl Borromäus’ an. Er besuchte die 760 Pfarren seines Erzbistums im Jura, in der Dauphiné und im Forez, gründete Seminare (Saint-Irénée, Saint-Charles, Saint-Joseph, Saint-Lazare), unterstützte die Entwicklung von Klöstern (insbesondere Frauenklöstern) und die Wiederherstellung der Disziplin im regulären und weltlichen Klerus. Mit Unterstützung von Charles Démia gründete er mehrere Schulen für arme Kinder, 1689 gab es 16 in seiner Diözese.
Camille de Neufville de Villeroy war aufgrund seiner Autorität eine Ausnahme bei der Ausübung seines Amtes als Gouverneur. Zu der Zeit, als die Intendanten Vorrang vor den anderen Gouverneuren des Königreichs hatten, betonte Saint-Simon, dass er nicht schwankte: „Alles zitterte unter ihm, die Städte, die Truppen, sogar die Intendanten.“, und präzisiert „Er hatte mehr Witz und Verstand als sein Bruder, war wenig Erzbischof und weniger Kommandeur als König in diesen Provinzen, die er fast nie verließ.“ Er gab jedoch immer Verhandlungen gegenüber Zwangsmaßnahmen den Vorzug. Seine guten Beziehungen zu den Jesuiten unterstützten sein Vorgehen gegen den Jansenismus, der vom König und vom Papst bekämpft wurde.
Ebenso hielt er es für nutzlos, gegen die „angeblich reformierte Religion“ zu kämpfen, die in der Region Lyon nicht sehr verbreitet, aber für den Handel der Stadt wichtig war. Während des Edikts von Fontainebleau (1685) über die Aufhebung des Edikts von Nantes (1598) wurde „die Abschwörung ohne große Strafen oder Formalitäten durchgeführt“. Die Widerspenstigen konnten mit ihrem Besitz gehen. Auch als er deswegen von mehreren Erzbischöfen, darunter dem von Paris, François Harlay de Champvallon, in seiner Vormachtstellung als Primas der Gallier bekämpft wurde, hielt er an seinem Vorgehen fest. Im Kampf des Papstes gegen Ludwig XIV. und die Gallikanische Kirche stand er der Seite des Königs.
Camille de Neufville de Villeroy starb im Hungerjahr 1693, am 13. Juni im Alter von 87 Jahren. Das Amt des Erzbischofs, das sein Großneffe François Paul de Neufville de Villeroy übernehmen sollte, der aber erst 16 Jahr alt war, ging erst einmal an Claude II. de Saint-Georges, bevor nach dessen Tod der nun 37-jährige François Paul zum Zuge kam.
Camille de Neufville de Villeroy war ein Gelehrter und Büchersammler, seine Bibliothek umfasste mehr als 5000 Bände, zumeist religiöser Natur, für die er eine Galerie auf einem Gewölbe am Ufer der Saône bauen ließ und die sein Nachfolger um eine Terrasse ergänzte.